# Jørgen Overby
Jørgen Wilhelm Overby (født 13.juli 1952) er dansk arkitekt, restaureringsarkitekt, søn af manufakturhandler Jens Harder Overby, Give.
Jørgen Overby er uddannet på Arkitektskolen Aarhus i 1979, Afd. for Restaurering, By og Bygningspleje, og blev herefter ansat på Karsten Rønnows Tegnestue 1981-83. Fra 1984-89 tegnestue sammen med Kgl. bygningsinspektør Karsten Rønnow. 
I 1989 etablerede han egen tegnestue, Jørgen Overbys Tegnestue A/S. I årene 1999 -2005 tegnestuesamarbejde med byplanarkitekt og professor ved Lunds Universitet Peter Broberg/Landskronagruppen.

## Restaureringer
Jørgen Overby har forestået et meget stort antal restaureringer af historiske bygninger i Danmark – og i Slesvig-Holsten, og her kan fremhæves slottet Glücksborg(Lyksborg Slot), det danske kongehus' stamhus, Gråbrødreklosteret i Slesvig, restaureret og indrettet til rådhus, Landdrostiet (Ernst Georg Sonnin) i Pinneberg til kulturcentrum, slottet i Husum (Husum Slot), samt herregårdene Rundhof, Dänisch Lindau og Saxtorf.
Et betydeligt antal borgerhuse i bl.a. Slesvig by, Husum og Frederiksstad, Langestrasse 19, Slesvig, Friedrichstrasse 36, Slesvig, Holm 39, Flensborg, Grosse Strasse 18, Husum, Paludanushuset, Frederiksstad og Skipperhuset i Tønning.
I Danmark omfatter de udførte projekter herregårde, fredede byhuse og kirker. Her kan fremhæves herregårdene Hagenskov, Åstrupgård, Vennerslund, Jensgård, Nybøl, Stenalt (Anders Kruuse), tildelt Europa Nostra diplom, Gram Slot, Gyldenholm, Rosenholm. Restaurering og nyindretning af herregården Gammel Broløkke (Hverringe).
Kirkerestaureringer omfatter bl.a. Vester Nebel Kirke, Ølgod Kirke, Helnæs Kirke, Udby Kirke, Jels Kirke, Farup Kirke, Spandet Kirke, Ravsted Kirke, Stepping Kirke, Bevtoft Kirke, Sdr. Hygum Kirke, Kværs Kirke samt Middelfart Sognegård.
Andre væsentlige restaureringer omfatter Ribe Kunstmuseum (L.A. Winstrup) inklusiv forplads, pavillon og havemur (mur design af Per Kirkeby). Kulturremisen i Brande (RemisenBrande). Bymuseet i Haderslev, Slotsgade 22 (Hercules von Oberberg). Karmark Mølle, Molskroen (Egil Fischer), ruinrestaureringer af Grøngård og Trøjborg Slotsruin, palævilla i Maderno i Italien, Nytorv 9 i København, Vestergade 4 og Skibbrogade 4 i Tønder, forslag til restaurering af spejldam på Valdemars Slot samt genopførelse (efter brand) af det nationalromantiske badehus tilhørende herregården Barritskov.
Jørgen Overby har i en årrække virket som censor på Arkitektskolen i Aarhus, medlem af Hagenskovfonden fra 1989, og bestyrelsesmedlem i BYFO siden 1995, medl. af Det Særlige Bygningssyn 2007-11.

### Bygningsarkæologi og rekonstruktionsforslag
Mecklenburg-Vorpommern: Schloss Prötzel - tilskrevet Andreas Schlüter og Renæssancerådhuset i Husum, Slesvig .

## Design
Jørgen Overby har bl.a. designet Kulturarvs-plaketten i bronze til opsætning på fredede bygninger. I Braine i Frankrig har han forestået design af 12 store navnetavler, omfattende 5333 navne på faldne sønderjyder i 1. verdenskrig (Danske soldatergrave i Braine). Andre projekter omfatter interiørprojekt til cistercienserkirken i Løgumkloster (Løgumkloster Kirke), omfattende design af nyt inventar, orgel, belysning m.m.

## Artikler og publikationer
Jørgen Overby har skrevet artikler i bøger og deltaget i publikationer omkring: Hertug Hans Hospital (1984), Bygningsarkæologiske Studier (1985), Amtmandsgården i Haderslev (1987), Beiträge zur Husumer Stadtgeschichte (1988 og 1989), Kirkegade 8, Sønderborg, Historisk Samfund for Als og Sundeved (1989), Rosenholm og Stenalt, Randers Amts Historiske Samfund (1991 og 2009), Prötzel, Schlösser und Gärten der Mark (1997), Fabrikanten og hans slot, m. Tom Buk-Swienty (2008), Nyt liv i maskinrummet, Allan de Waal, Realdania, Sønderjysk Månedsskrift, Die Kunstdenkmäler des Landes Schleswig-Holstein, Nordelbingen, Beiträge zur Kunst und Kulturgeschichte.

## Priser
Jørgen Overby har vundet projekter i Realdanias 'Fremtidens herregård': Gram Slot og Hverringe 2008 og 2010 samt præmiering af to projekter: Stenalt og Vennerslund - og Gunderslevholm 2013.